# Coupe de la Ligue portugaise féminine de football
La Coupe de la Ligue portugaise féminine de football ou Taça da Liga Feminina, en portugais, est une compétition de football qui oppose les clubs de Liga BPI (première division). Elle est organisée par la Fédération portugaise de football depuis la saison 2019-2020.

## Palmarès

### Palmarès par édition
| N° | Édition | Vainqueur      | Score            | Finaliste   | Lieu de la finale                               |
| -- | ------- | -------------- | ---------------- | ----------- | ----------------------------------------------- |
| 1  | 2020    | SL Benfica (1) | 3 - 0            | SC Braga    | Stade municipal d'Aveiro, Aveiro                |
| 2  | 2021    | SL Benfica (2) | 2 - 1            | Sporting CP | Stade municipal de Leiria, Leiria               |
| 3  | 2022    | SC Braga (1)   | 0 - 0ap, 3-2 tab | SL Benfica  | Stade Marcolino de Castro, Santa Maria da Feira |
| 4  | 2023    | SL Benfica (3) | 3 - 1            | SC Braga    | Stade municipal d'Aveiro, Aveiro                |
| 5  | 2024    | SL Benfica (4) | 1 - 0            | Sporting CP | Stade du Restelo, Lisbonne                      |
| 6  | 2025    | SL Benfica (5) | 2 - 1            | Sporting CP | Stade municipal de Leiria, Leiria               |

### Palmarès par club
| Rang | Club        | Titres (éditions)                | Finales perdues (éditions) |
| ---- | ----------- | -------------------------------- | -------------------------- |
| 1    | SL Benfica  | 5 (2020, 2021, 2023, 2024, 2025) | 1 (2022)                   |
| 2    | SC Braga    | 1 (2022)                         | 2 (2020, 2023)             |
| 3    | Sporting CP | 0                                | 3 (2021, 2024, 2025)       |